# Setipinna phasa
Setipinna phasa là một loài cá trong họ Engraulidae.

## Phân bố
Setipinna phasa được ghi nhận có tại Ấn Độ (trong hệ thống sông Hằng, từ Diamond Harbour trên sông Hooghly tới khu vực Allahabad trên sông Hằng và có thể còn xa hơn; cũng như trong các con sông và cửa sông trong bang Odisha), và trong lưu vực sông Brahmaputra. Có thể có tại Bangladesh, Myanmar (mặc dù đã từng có sự nhầm lẫn với các loài khác trong chi Setipinna có ở Myanmar) và Nepal (B.R. Jha, trao đổi cá nhân 2010). Năm 2013 nó cũng được đưa vào Danh lục cá Việt Nam, nhưng điều này có thể dựa trên nhận dạng sai, do không phù hợp về địa sinh học.

## Đặc điểm
Là loài cá sông, nhưng cũng tìm thấy ở cửa sông và có lẽ chịu được độ mặn nhất định. Cá trưởng thành chủ yếu ăn các loại tôm túi (Mysida) và tôm pan đan nhỏ (Dendrobranchiata) và chúng giảm ăn uống trong thời kỳ sinh sản. Cá nhỏ chủ yếu ăn động vật chân kiếm (Copepoda).
Chiều dài tối đa 40 cm. Có mùa sinh sản trải dài, có lẽ là quanh năm, nhưng thời kỳ đỉnh cao là tháng 10 - tháng 11 (sông Hooghly tại Barrackpur) hoặc tháng 3 - tháng 5 (sông Hằng tại Allahabad).

## Ngư nghiệp
Kích thước lớn của nó làm cho nó trở thành món cá hấp dẫn. Loài cá này là sản phẩm chính trong nghề đánh bắt thủ công tại cửa sông Hooghy từ tháng 11 đến tháng 3/tháng 4, là thành phần chi phối trong đánh bắt cá thuộc chi Setipinna vào khoảng tháng 1. Nó cũng được đánh bắt đáng kể tại Allahabad, bang Uttar Pradesh.

## Nguy cơ
Sự suy giảm chất lượng môi trường sống trong phần hạ lưu các hệ thống sông, như lắng bùn và suy thoái môi trường sống nói chung, cũng như suy giảm trong thành công sinh sản là các nguy cơ chính đối với loài cá này.